# Global Health Security Index
Global Health Security Index är en bedömning av den globala säkerheten i hälsoarbetet i 195 olika länder som har utarbetats av Johns Hopkins Center for Health Security, Nuclear Threat Initiative (NTI) och Economist Intelligence Unit (EIU). 

## Historik
Indexet publicerades första gången 2019 och menade att inget land är helt förberett för epidemier eller pandemier, och varje land har viktiga brister att ta itu med. Länderna i kategorin  som ansågs mest förberedda var enligt rapporten USA, Storbritannien, Nederländerna, Australien, Kanada, Thailand, Sverige, Danmark, Sydkorea, Finland, Frankrike, Slovenien och Schweiz. USA rankades med som etta med ett indexvärde på 83,5 av 100. Det största delen av länder i kategorin minst förberedda låg i västra och centrala Afrika. 
GHS-indexet blev mera känt under utbrottet av covid-19-pandemin 2020. Kartan användes av president Donald Trump som en del av hans argument att USA var det bäst förberedda landet i världen för en pandemi; en av konsulterna som arbetade med projektet sa att även om USA rankas högst upp för indexet, fanns det områden för förbättringar. Konsulten Priya Bapat  pekade ut USA:s största svaghet och sämsta resultat i indexet är kategorin hälsovårdens tillgänglighet.
En artikel i mars 2020 i The Lancet kritiserade rapporten och menade att länder som hade  rankats som mest förberedda, till exempel USA och Storbritannien, klarade sig sämre i pandemin än länder i Asien och Afrika som hade rankades betydligt lägre. Som svar på den uppmärksamhet som Lancetartikeln gav publicerade GHS-index en artikel i april 2020 under pandemin som sa att USA:s ståndpunkt om GHS Index Score inte återspeglade dess beredskap att svara på potentiellt katastrofala utbrott av infektionssjukdomar.
Man skrev: Med tanke på det övergripande fyndet är det viktigt att skingra missuppfattningar om poängen 83,5 (av 100 möjliga) som USA har fått. Även om USA fick toppbetyget av 195 bedömda länder och rankades som nummer ett, indikerar inte dess poäng och ranking att landet är tillräckligt berett att svara på potentiellt katastrofala utbrott av infektionssjukdomar. Betydande beredskapsluckor kvarstår, och några av dem utspelar sig i den nuvarande krisen. USA:s svar på covid-19-utbrottet hittills visar att enbart kapaciteten är otillräcklig om den kapaciteten inte utnyttjas fullt ut. Starka hälsosystem måste finnas på plats för att tjäna alla befolkningar, och ett effektivt politiskt ledarskap som ingjuter förtroende för regeringens svar är avgörande.
En analys av indexet från juli 2020 av läkare vid Public Health England som publicerades i British Medical Journal rekommenderar att man undviker att använda poängen för att bestämma prioriteringar och jämföra länder med varandra, De såg fram emot en förbättring av processen att skapa indexet. De engelsla läkarna  menade att även om processen var omfattande, kvarstod flera frågor, snedvridningen av olika indikatorer som påverkades av prioriteringarna i höginkomstländer. Giltigheten för vissa indikatorer, poängsystemets utformning och hur dess olika delar sammanvägdes. GHS-indexet tillförde dock ett värde till andra befintliga bedömningar av den global hälsosäkerheten.

## Metod
Rapporten bygger på ett frågeformulär med 140 frågor, organiserade i 6 kategorier, 34 indikatorer och 85 underindikatorer. De sex kategorierna är:
- Förebyggande: Förebyggande av uppkomst eller att patogener kommer ut i miljön från forskningslabb
- Upptäckt och rapportering: Tidig upptäckt och rapportering för epidemier av potentiellt internationellt intresse
- Snabba insatser: Snabba insatser vid och begränsning av spridningen av en epidemi
- Hälso- och sjukvårdssystem: Tillräckligt och robust hälso- och sjukvårdssystem för att behandla sjuka och skydda hälso- och sjukvårdspersonal
- Efterlevnad av internationella normer: Åtaganden om att förbättra nationell kapacitet, finansieringsplaner för att ta itu med brister och följa globala normer
- Riskmiljö: Övergripande riskmiljö och landets sårbarhet för biologiska hot

Indexet förlitar sig helt på information i öppna källor. Forskarna arbetade med en internationell rådgivande panel med 21 experter från 13 olika länder. 

## Sveriges ranking i indexet 2021
Sverige fick 64.9 i indexets utvärdering och hamlade på plats nummer 10, tre platser sämre än 2019.
|                           | Förebygga | Upptäcka | Insatsberedskap | Hälsosystem | Efterlevnad av normer | Riskmiljö |
| Index Score               | 77.3      | 62.5     | 39.8            | 53.5        | 73.6                  | 82.7      |
| Rangordning av 195 länder | 3         | 19       | 68              | 30          | 6                     | 8         |

Alla delvärden har försämrats i indexet men framförallt bedömningen av insatsberedskapen har värderats ner efter coronapandemin,

## Utvärdering
Ny forskning tyder på att indexets landpoäng på ett tillförlitligt sätt förutsäger flera viktiga hälsorelaterade resultatmått, inklusive dödlighet i smittsamma sjukdomar.
Under covid-19-pandemin förutspådde ländernas ranking i GHS-index inte på ett meningsfullt sätt  hur många människor som skulle dö av covid-19 i dessa länder. Vissa lågt rankade länder som hade färre dödsfall och vissa högt rankade länder hade fler dödsfall.

## Finansiering
Utvecklingen av indexet finansierades av bland annat Open Philanthropy Project, Bill & Melinda Gates Foundation och Robertson Foundation. 